# Catharsius bradshawi
Catharsius bradshawi är en skalbaggsart som beskrevs av Lansberge 1887. Catharsius bradshawi ingår i släktet Catharsius och familjen bladhorningar. Inga underarter finns listade.